# Platyplectrurus trilineatus
Platyplectrurus trilineatus är en ormart som beskrevs av Beddome 1867. Platyplectrurus trilineatus ingår i släktet Platyplectrurus och familjen sköldsvansormar. Inga underarter finns listade i Catalogue of Life.
Arten är känd från tre mindre områden i bergstrakten Västra Ghats i södra Indien. Det första exemplaret hittades vid 1200 meter över havet. I regionen förekommer fuktiga skogar som delvis är städsegröna. Platyplectrurus trilineatus gräver troligen liksom sina nära släktingar i det översta jordskiktet samt i lövskiktet. Olika delar av skogen omvandlades till teodlingar och andra jordbruksområden. Populationens storlek är inte känd. IUCN kategoriserar arten globalt med kunskapsbrist (DD).
Honor lägger inga ägg utan föder levande ungar.